# Serafín Peña
Serafín Peña Treviño (Guadalupe, Nuevo León; 21 de marzo de 1844 - Monterrey, Nuevo León; 7 de mayo de 1926) fue un destacado profesor, pedagogo, y escritor mexicano, siendo uno de los representantes de la llamada "Escuela Nuevoleonesa", junto a los también pedagogos Pablo Livas y Miguel F. Martínez.

## Infancia
Nació en la Hacienda de San Sebastián de los Lermas (también conocido simplemente como Los Lermas), en el municipio de Guadalupe, Nuevo León, el 21 de marzo de 1844, siendo hijo de Don Bernardino de la Peña y Rosa María Treviño Garza. No conoció a su padre porque tenía apenas un año de edad cuando él murió. Su infancia y adolescencia, por lo mismo, fueron de privaciones y de extrema pobreza. Su madre trabajaba en una actividad muy común entonces, torciendo cigarros de hoja. El niño Serafín no sólo la ayudaba en esta tarea sino que llevaba a entregar los cigarrillos o los vendía por las calles.

## Estudios
Una prima suya, María de Jesús Treviño, le enseñó en Guadalupe las primeras letras. Cursó la instrucción primaria en la Escuela Oficial de Guadalupe, que dirigía entonces el profesor Pedro Morera.
Con el sacrificio que es de suponer logró la madre matricularlo en el Seminario Conciliar de Monterrey, en 1855. Fue, al decir de alguno de sus biógrafos, un magnífico estudiante en los cursos de Latín, Artes, Filosofía, Teología y Derecho canónico.
Su madre murió en 1859, cuando Serafín Peña tenía apenas quince años de edad. Ello no obstante, logró ingresar en 1863 al Colegio Civil a fin de seguir estudios de jurisprudencia. Para sostener su carrera alternaba sus estudios con su trabajo como ayudante en la Escuela Pública.
La actitud de un maestro obstinado en sostener un criterio conservador y la de él como un alumno que demostraba justos principios liberales, provocó su separación del prestigiado plantel. Esto no significó en manera alguna su derrumbamiento moral o la frustración de su vida. En sus tareas docentes iniciales había encontrado su verdadera vocación: la de maestro.

## Matrimonio y padre adoptivo
El maestro Peña se casó en 1889 con Lucía de la O, quien murió diez años después (1899) sin que hubiesen tenido la alegría de los hijos. Debido a ello, habían adoptado al niño José, huérfano de padre , pero al morir doña Lucía, fue necesario que doña María Padilla viuda de Vargas, madre del niño, lo atendiera. Don Serafín adoptó a otros dos hijos de la misma señora Padilla: Conchita Vargas, quien llegó a ser una magnífica maestra, y Francisco J. Peña, que alcanzó a ser un prestigiado médico. José, el mayor murió trágicamente en plena juventud.

## Labor en el ámbito educativo
El profesor Serafín Peña se inició como educador, cuando abandonó el Seminario en el cual estudiaba y se matriculó en el Colegio Civil del Estado en 1863. Como ayudante del licenciado Amado Valdés comenzó su labor educativa que había de ser su verdadera vocación.
En 1864 fundó un instituto particular que sólo se pudo sostener algunos meses, debido a las exigencias del régimen imperialista. Volvió a su actividad como ayudante, pero esta vez en la Escuela Oficial que dirigía Julio Olvera. Es importante hacer notar que en esa época no existían profesores normalistas titulados, puesto que no existía ninguna escuela normal. Quien ejercía tareas magisteriales era cualquier persona con los conocimientos suficientes.
En 1867 fue nombrado director de la Escuela de Niños de la ciudad de Monclova, Coahuila. Durante dos años estuvo al frente de aquella escuela, regresando a Monterrey para hacerse cargo de la dirección de la Escuela Oficial. En 1869 dirigió sin estipendio alguno la Escuela Nocturna para Adultos de la Sociedad de Obreros, ayudado eficazmente por don Florentino de la O y don Buenaventura Lozano.
Con el fin de mejorar sus ingresos como maestro de niños, Serafin Peña abrió nuevamente su instituto particular, con el beneplácito de muchos padres de familia que conocían su dedicación, sabiduría y capacidad docente.
En 1884 dejó su instituto nuevamente para hacerse cargo de la dirección de una escuela privada en Bustamante. Con motivo de los disturbios de 1886, don Serafín se vio obligado a cerrar la escuela y regresar, esta vez definitivamente, a Monterrey.
En ese tiempo las escuelas públicas dependían del gobierno del estado y éste le expidió nombramiento de Director del Primer Establecimiento Público de Niños de la ciudad de Monterrey. Este cargo lo desempeñó junto con el de catedrático de la Escuela Normal de Profesores y en 1892 fue designado inspector de las Escuelas Oficiales del Distrito Escolar del Centro, por el gobierno.
En sus visitas diarias a las escuelas como inspector, en sus conferencias priódicas y en sus lecciones a sus alumnos de la Normal, aplicaba los principios de la que en aquella época era conocida como "Escuela intuitiva".
Tuvo don Serafín en ese tiempo (1889-1890) una oportunidad extraordinaria. Miguel F. Martínez, representando a Nuevo León, asistió como delegado al primer Congreso Nacional de Educación. En su ausencia, se nombró a Serafín Peña director de la Escuela Normal. Al encomendarse la Dirección General de Instrucción Primaria del Distrito Federal al ingeniero Martínez, el gobernador nombró al profesor Peña director general de Instrucción Pública. Ejerció ambos cargos hasta 1907, continuando con el primero cuatro años más.
Colaborador constante de Miguel F. Martínez en la implantación de la Reforma Escolar de 1892, adoptada en el Primer Congreso Nacional de Educación de 1889-1890. Intervino, además, en la redacción de planes de estudios y en la legislación educativa durante el gobierno de Bernardo Reyes. En los diez años de director de Instrucción Pública incrementó la construcción de escuelas urabanas y rurales; autorizó en 1907 el establecimiento de una Escuela Modelo para la preparación de maestros; introdujo en ese año la enseñanza de párvulos o kindergarden, con maestras que habían ido desde 1905 a prepararse a los Estados Unidos.

## Retiro y muerte
Fue delegado del Congreso Nacional de Instrucción Pública en 1910 y al de 1911. En el de este último año la asamblea solicitó y obtuvo su jubilación, que el Congreso Local decretó el 8 de diciembre. El maestro Serafín Peña murió en Monterrey el 7 de mayo de 1926, a la edad de 82 años.

## Homenajes
La XXXVII Legislatura local, por decreto del 20 de mayo de 1918, declaró Beneméritos de la Educación Nuevoleonesa tanto a Serafín Peña como a Miguel F. Martínez.y fue el profesor más estricto y a la vez humilde

## Escritos
Como escritor cultivó la poesía que aparece dispersa en publicaciones de su época. Sus versos A mi hogar, Impresiones de la noche, Al asomar la aurora, etc. así como diversas composiciones en prosa y algunos discursos, le fueron elogiosamente comentados.
Fue autor de:
- Curso de moral (varias ediciones a partir de 1899)
- Guía del maestro para los ejercicios del lenguaje (1904)
- Temas de instrucción cívica para 5o. año (1904)
- Apuntes de moral para los maestros principiantes (1907)
- Guía práctica para la enseñanza de la aritmética en el tercer año (1909)
- El maestro del 2o. año escolar (1910)
- Historia patria para el 3.er año (varias ediciones a partir desde 1904)
- Narraciones históricas... (id.)
- Historia patria para el 4o. año (1925)